# Solella
Solella is een mosdiertjesgeslacht uit de familie van de Aethozoidae en de orde Ctenostomatida. De wetenschappelijke naam ervan is in 2019 voor het eerst geldig gepubliceerd door Schwaha, Bernhard, Edgcomb & Todaro.

## Soorten
- Solella monniotae (d'Hondt, 1976)
- Solella radicans (d'Hondt & Hayward, 1981)